# Удрајка
Удрајка или Батечка река (рус. Удрайка, Батецкая) река је на северозападу европског дела Руске Федерације. Протиче преко територија Батечког рејона Новгородске и Лушког рејона Лењинградске области. Десна је притока реке Луге и део басена Балтичког мора. Тече преко ниске и замочварене Прииљмењске низије.
Укупна дужина водотока је 32 km, док је површина сливног подручја око 205 km². најважнија притока је река Коваљовка дужине 12 km.